# Arima Onsen

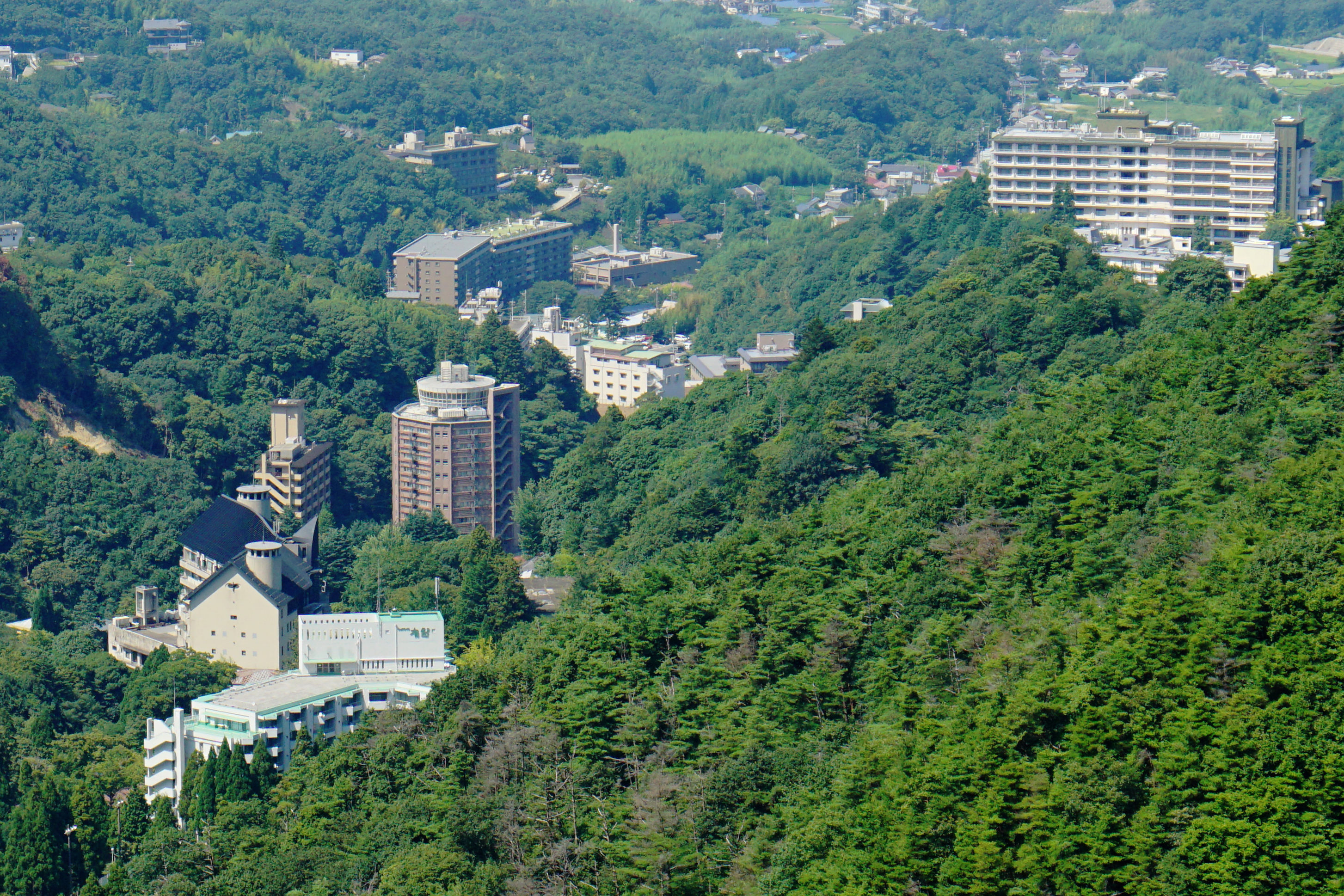
Arima Onsen (2017)

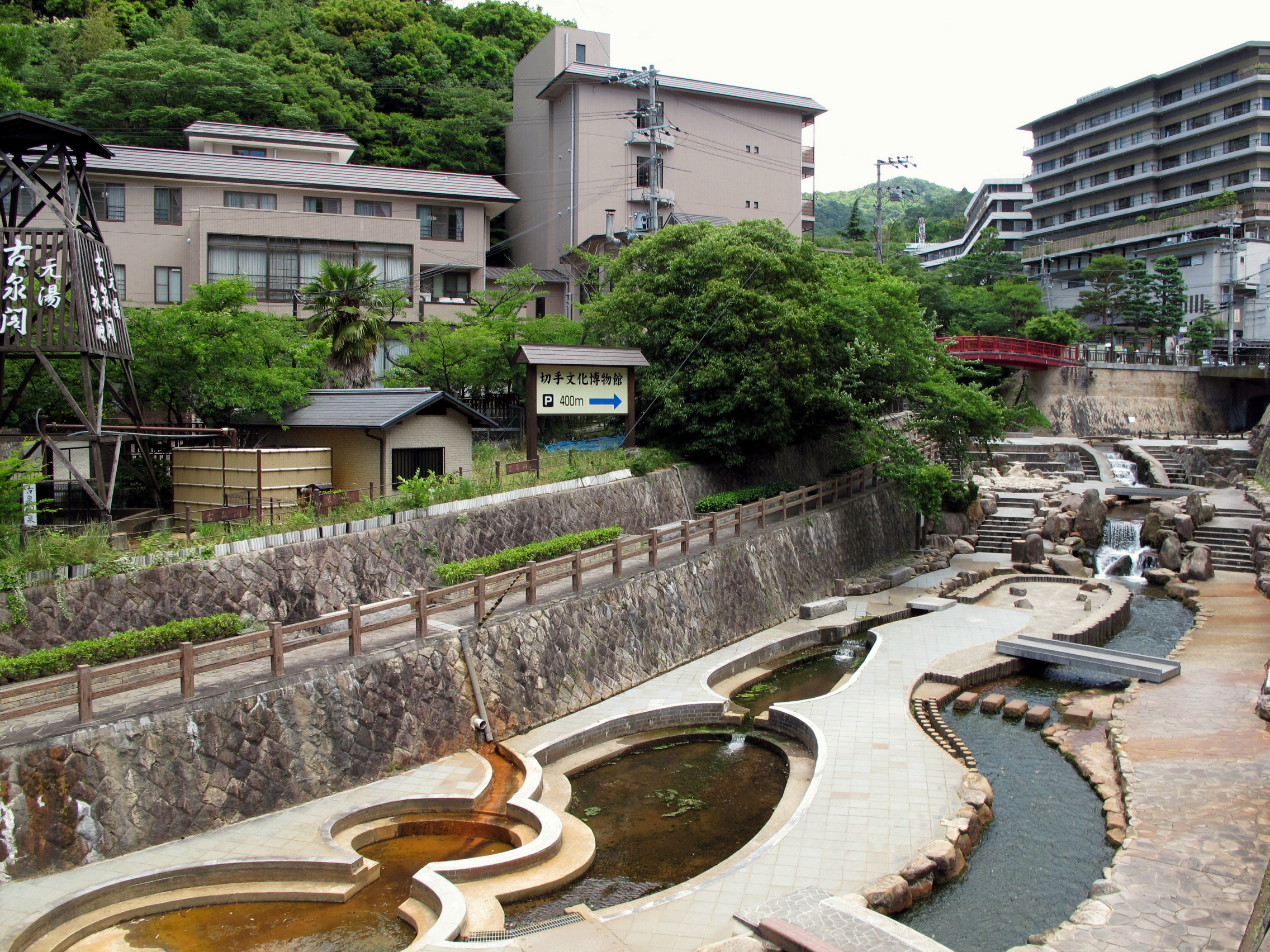
Arima Onsen (2013)

Arima Onsen (jap. 有馬温泉 arima onsen) ist ein Ort in Kita-ku, Kōbe, Japan. Durch seine vielen Onsen (heiße Quellen) und Ryokan (jap. 旅館) (traditionelle japanische Hotels) und die günstige Lage auf der anderen Seite der Bergkette Rokkō (jap. 六甲山) im Norden von Kōbe ist es ein beliebtes Ausflugsziel für Touristen aus Kōbe und Osaka. Als eines der ältesten und bekanntesten Onsen Japans wird es von der kaiserlichen Familie seit langer Zeit hoch geschätzt.

## Geschichte
Arima Onsen gilt mit über 1300 Jahren als einer der ältesten Badeorte Japans, neben Dōgo Onsen, Präfektur Ehime und Shirahama Onsen, Präfektur Wakayama. Im Nihonshoki (jap. 日本書紀), einem der ältesten japanischen Geschichtswerke, wird Arima Onsen auf das mythologische Zeitalter der Götter zurückdatiert. Viele japanische Herrscher und historische Persönlichkeiten schätzten den Ort sehr und besuchten ihn oft, oder lebten sogar eine Zeit lang dort.

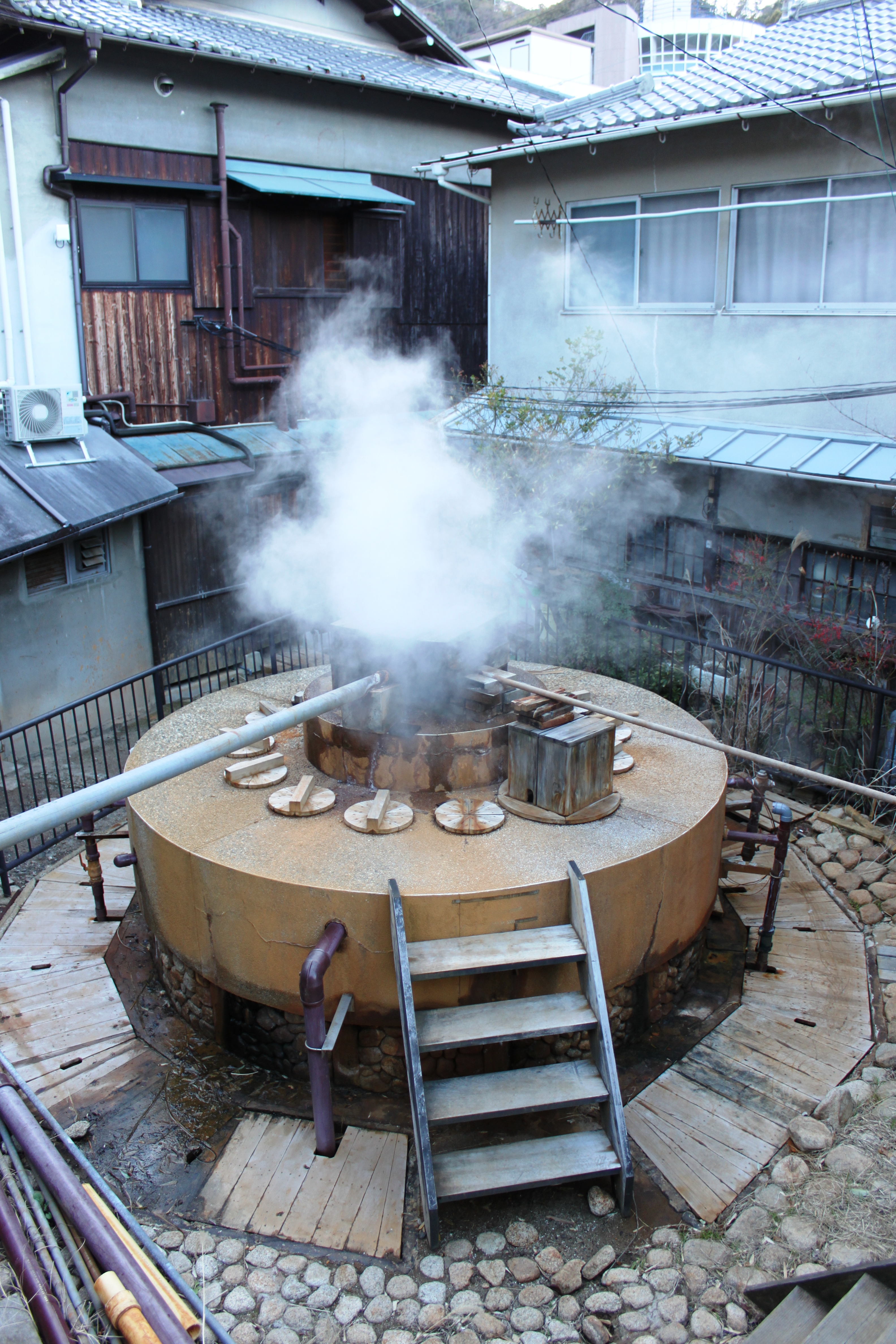
Heiße Quelle (2010)

## Quellwasser
In Arima kommen hauptsächlich 2 Arten besonderen Quellwassers vor. Diese sogenannten kinsen (jap. 金泉, „goldenes Wasser“) und ginsen (jap. 銀泉, „silbernes Wasser“) enthalten Mineralien und Säuren, die dem Wasser u. a. die namensgebenden Farben geben. Auch werden dem Quellwasser positive Effekte in Bezug auf Körper und Gesundheit nachgesagt.
Kinsen enthält hohe Mengen an Salz und Eisen und soll sich u. a. positiv auf Arthritis auswirken und die Haut pflegen. Ginsen soll den Kreislauf anregen, das Immunsystem stärken, die Muskeln entspannen und, wenn inhaliert, die Symptome von bronchialen Erkrankungen lindern.

## Persönlichkeiten
- Prinz Arima (640–658), kaiserlicher japanischer Prinz